# Балтійська сільська рада (Іглінський район)
Балті́йська сільська рада (рос. Балтийский сельский совет) — муніципальне утворення у складі Іглінського району Башкортостану, Росія. Адміністративний центр — село Балтика.

## Населення
Населення — 1550 осіб (2019, 1477 в 2010, 1484 в 2002).

## Склад
До складу поселення входять такі населені пункти:
| Населений пункт          | Населення, осіб (2002) | Населення, осіб (2010) |
| ------------------------ | ---------------------- | ---------------------- |
| Балтика, село            | 722                    | 719                    |
| Будьонновський, присілок | 214                    | 192                    |
| Загорське, присілок      | 76                     | 48                     |
| Ленінське, присілок      | 243                    | 268                    |
| Субакаєво, присілок      | 229                    | 250                    |